# Sorafénib
Le sorafénib est un anticancéreux (développé et commercialisé par Bayer et  Onyx Pharmaceuticals (en) sous le nom de Nexavar). En France, on l'utilise pour le traitement du carcinome hépatocellulaire (un cancer du foie primitif) et du cancer du rein métastatique.

## Mode d'action
Le sorafénib inhibe une tyrosine kinase, et plus particulièrement un récepteur du VEGF (en anglais : vascular endothelial growth factor). Il inhibe également le Raf-1 ainsi que la RET kinase.

## Utilisation
Dans les cancers rénaux résistant aux autres traitements, le sorafénib prolonge la survie,.
Dans les cancers hépatiques avancés, il prolonge la survie de près de trois mois.
Il est testé avec un certain succès dans les cancers de la thyroïde résistant à l'iode radioactif, ainsi que dans les formes évoluées des tumeurs desmoïdes.
L'association atézolizumab et bévacizumab est plus efficace et mieux tolérée que le sorafenib.

## Législation
Nexavar se présente sous forme de comprimés dosés à 200 mg commercialisés par Bayer. Ce médicament a obtenu une autorisation de mise sur le marché (AMM) centralisée de l'agence européenne des médicaments le 19 juillet 2006. Il est soumis à une prescription restreinte réservée aux services de cancérologie, hématologie et oncologie médicale. Il est disponible depuis le 31 juillet 2006. La boîte de 112 comprimés est vendue en officine au prix de 2 998,42 euros TTC au 01/01/2020. L'assurance-maladie la rembourse à 100 %.